# 2017 en science
| Années de la science : 2014 - 2015 - 2016 - 2017 - 2018 - 2019 - 2020    |
| Décennies de la science : 1980 - 1990 - 2000 - 2010 - 2020 - 2030 - 2040 |

Cet article présente les faits marquants de l'année 2017 en science.

## Évènements
- 14 mars : la plus ancienne plante fossilisée connue, apparemment une algue rouge, datant de 1,6 milliard d'années, est annoncée découverte en Inde[1],[2].

- 8 juin : la datation des restes humains du Djebel Irhoud fait reculer l’histoire d’Homo sapiens d’au moins 100 000 ans[3],[4].

- 21 juin : première opération à Clinatec consistant à implanter deux implants cérébraux sur un tétraplégique afin d'actionner un exosquelette[5].

- 2 octobre : Jeffrey C. Hall, Michael Rosbash et Michael W. Young reçoivent conjointement le prix Nobel de médecine pour leurs recherches sur le contrôle des rythmes circadiens.
- octobre 2017 : Silvina Ponce Dawson est nommée vice-présidente de l'Union internationale de physique pure et appliquée[6].

- Découverte de l'Agate du combat de Pylos par Sharon R. Stocker et Jack L. Davis (en).

## Prix
- Prix Nobel
  - Prix Nobel de physiologie ou médecine : Jeffrey C. Hall, Michael Rosbash et Michael W. Young
  - Prix Nobel de physique : Rainer Weiss, Barry C. Barish et Kip Thorne
  - Prix Nobel de chimie : Jacques Dubochet, Joachim Frank et Richard Henderson
- Prix Lasker
  - Prix Albert-Lasker pour la recherche médicale fondamentale : Michael N. Hall
  - Prix Albert-Lasker pour la recherche médicale clinique : Douglas Lowy (en) et John T. Schiller (de)

- Médailles de la Royal Society
  - Médaille Buchanan : Peter Ratcliffe
  - Médaille Copley : Andrew Wiles
  - Médaille Davy : Matthew Rosseinsky
  - Médaille Gabor : Richard M. Durbin (en)
  - Médaille Hughes : Peter Bruce (en)
  - Médaille royale : Paul Corkum, Peter Raymond Grant (en), Rosemary Grant et Melvyn Greaves

- Médailles de la Geological Society of London
  - Médaille Lyell : Rosalind Rickaby
  - Médaille Murchison : Tim Elliott
  - Médaille Wollaston : Richard Alley

- Prix Jules-Janssen (astronomie) : Françoise Combes
- Prix Turing en informatique : David Patterson et John Hennessy
- Médaille Bruce (astronomie) : Nick Scoville (en)
- Médaille linnéenne : Charlie Jarvis (es) et David Rollinson (d)

- Médaille d'or du CNRS : Thibault Damour et Alain Brillet
- Grand Prix de l'Inserm : Edith Heard

## Décès
- 1er janvier : Robert Vallée (né en 1922), cybernéticien et mathématicien français.
- 4 janvier : Heinz Billing (en) (né en 1914), physicien allemand.
- 10 janvier : Oliver Smithies (né en 1925), biochimiste américano-britannique et prix Nobel.
- 16 janvier : Eugene Cernan (né en 1934), astronaute américain, Apollo 17.

- 6 février : Raymond Smullyan (né en 1919), mathématicien, logicien et magicien américain.
- 7 février : Hans Rosling (né en 1948), statisticien suédois.
- 8 février : Peter Mansfield (né en 1933), physicien britannique et prix Nobel.
- 20 février : Mildred Dresselhaus(née en 1930), physicienne américaine, récipiendaire de la médaille présidentielle de la Liberté et de la National Medal of Science, « reine de la science carbone ».
- 21 février : Kenneth Arrow (né en 1921), économiste américain et prix Nobel.
- 26 février : Ludvig Faddeev (né en 1934), physicien et mathématicien russe.

- 7 mars : Hans Georg Dehmelt (né en 1922), physicien germano-américain et prix Nobel.
- 8 mars : George Andrew Olah (né en 1927), chimiste américano-hongrois et prix Nobel.
- 29 mars : Alekseï Abrikossov (né en 1928), physicien russo-américain et prix Nobel.
- 16 avril : Jean-Christophe Hervé (né en 1961), statisticien français.
- 8 mai : Cécile DeWitt-Morette (née en 1922), mathématicienne et physicienne française.

- 6 juin : Walter Noll (né en 1925), mathématicien et physicien américain.

- 5 septembre : Nicolaas Bloembergen (né en 1920), physicien américano-néerlandais et prix Nobel.
- 6 septembre :
  - Vladimir Levenshtein (né en 1935), mathématicien et informaticien russe.
  - Lotfi Zadeh (né en 1921), mathématicien, informaticien, ingénieur azéri.

- 2 novembre : Francis Allotey (né en 1932), physicien mathématicien ghanéen.
- 21 novembre : George E. Collins (né en 1928), mathématicien et informaticien théoricien américain.

- 6 décembre : Gao Bolong (né en 1928), physicien chinois des lasers.
- 30 décembre : George B. Purdy (né en 1944), mathématicien et informaticien américain.
- 31 décembre : Aravind Joshi (né en 1929), informaticien et mathématicien indien spécialiste de linguistique informatique.